# Smithwick's Experience
Smithwick's Experience est une attraction touristique située à Kilkenny, en Irlande. 
C'est un musée consacré à la bière irlandaise Smithwick's, dont il occupe l'ancienne brasserie.
Le musée ferme ses portes en mars 2020, à cause de la pandémie de COVID-19. En avril 2021, Diageo, propriétaire du site, annonce la fermeture définitive du site. Sa réouverture est annoncée en juillet 2022.